# Paavo Repo
Paavo Repo (* 5. Januar 1927 in Kuopio) ist ein ehemaliger finnischer Biathlet und Biathlontrainer.
Paavo Repo gehörte zur ersten Generation erfolgreicher finnischer Biathleten. Er erreichte seinen größten Erfolg bei der Biathlon-Weltmeisterschaft 1961 in Umeå. Dort gewann er im Einzel hinter seinem Landsmann Kalevi Huuskonen sowie dem Sowjetrussen Alexander Priwalow die Bronzemedaille. In der zunächst inoffiziellen Teamwertung, in der die besten drei Resultate der Teilnehmer der einzelnen Nationen zusammen gewertet wurden, gewann er den Titel, der mittlerweile von der Internationalen Biathlon-Union offiziell geführt wird. Es war Repos einzige Teilnahme bei Biathlon-Weltmeisterschaften. 1963 kam er nochmals zu einem internationalen Einsatz bei einem Länderkampf zwischen Finnland, Schweden, der DDR und Großbritannien, bei dem er das Rennen für sich entscheiden konnte. Nach seiner aktiven Karriere wurde Repo Trainer und betreute unter anderem die finnische Nationalmannschaft.